# Мюллер, Карстен
Карстен Мюллер (нем. Karsten Müller; 23 ноября 1970, Гамбург) — немецкий шахматист, гроссмейстер (1998), математик (PhD в 2002 году в Гамбурге). Обладатель Кубка Германии (2000), чемпион Германии по блицу (2001), двукратный призёр личного чемпионата Германии с классическим контролем времени, тренер года в Германии (2007).

## Спортивная карьера
Впервые сыграл в высшей лиге командного чемпионата Германии в сезоне 1988/89. Дважды (в 1996 и 1997 годах) становился бронзовым призёром личного чемпионата Германии. В 1998 году получил звание гроссмейстера. В 2000 году завоевал Кубок Германии по шахматам, а на следующий год стал чемпионом Германии по блицу.
На протяжении многих лет Мюллер тренировал молодых шахматистов в Нижней Саксонии. После того, как двое его подопечных в 2007 году стали чемпионами страны (среди мальчиков в возрасте до 12 лет и среди девочек в возрасте до 10 лет), был признан тренером года в Германии.

## Книги
- Müller, Karsten; Lamprecht, Frank (2000), Secrets of Pawn Endings, Everyman Chess, ISBN 978-1-85744-255-7 Corrected edition by Gambit in 2007, ISBN 978-1-904600-88-6.
- Müller, Karsten; Lamprecht, Frank (2001), Fundamental Chess Endings, Gambit Publications, ISBN 1-901983-53-6
- Müller, Karsten; Meyer, Claus Dieter (2002), The Magic of Chess Tactics, Russell Enterprises, ISBN 1-888690-14-3
- Müller, Karsten; Pajeken, Wolfgang (2008), How to Play Chess Endings, Gambit Publications, ISBN 978-1-904600-86-2
- Müller, Karsten (2009), Bobby Fischer (The Career and Complete Games of the American World Chess Champion), Russell Enterprises, ISBN 978-1-888690-59-0

## Изменения рейтинга
| Графики недоступны из-за технических проблем. См. информацию на Фабрикаторе и на mediawiki.org. |